# Ivica Stošić
Ivica Stošić (Vranje, 1985.) srpski je akademski slikar, karikaturista i društveni aktivista.
U Vranju je završio osnovno i srednje obrazovanje. Diplomirao je 2010. na Fakultetu umetnosti Univerziteta u Nišu, na odseku slikarstva.

## Karijera
Tokom 2013. i 2014. radio je kao nastavnik pripravnik likovne kulture. Učestvovao je na međunarodnim umetničkim festivalima u Vranju i Hagu 2013. godine. Od 2017. do 2019. bio je zaposlen kao grafički dizajner u British American Tobacco, a od 2019. do 2020. kao industrijski dizajner u kompaniji Alfa Plam.
Od 2023. objavljuje karikature u na portalu Slobodna reč. Dobitnik je godišnje nagrade Udruženja novinara Srbije za karikaturu „Laza Kostić“ 2024. godine.
Aktivni je član Društva za zaštitu i proučavanje ptica Srbije, gde radi na očuvanju i popisima ptica. Koautor je dokumentarnog filma Živa biblioteka iz 2022. godine, koji obrađuje teme ekološkog aktivizma.
Njegovi radovi u oblasti fotografije, eksperimentalnog videa i digitalne umetnosti izlagani su u međunarodnim online i štampanim medijima. Učestvovao je na brojnim umetničkim kolonijama i grupnim izložbama širom Srbije.
Kao društveni i ekološki aktivista, posvećen je osmišljavanju projekata sa snažnim društvenim i umetničkim uticajem.